# Variolizzazione

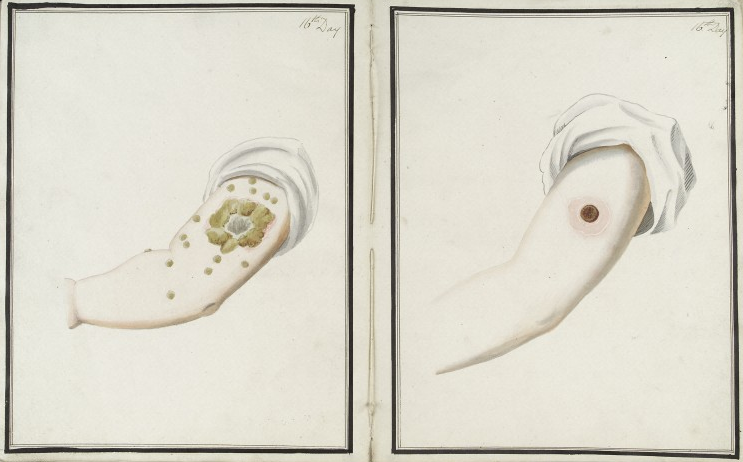
Incisione del 1802, confronto fra le lesioni del vaiolo (a sinistra) e della variolizzazione 16 giorni dopo l'inoculazione (a destra)

La variolizzazione o vaiolizzazione era un metodo di protezione dal vaiolo, adoperato prima della vaccinazione jenneriana, consistente nell'inoculare, nel soggetto da immunizzare, del materiale prelevato da lesioni vaiolose o dalle croste di pazienti non gravi.

## Storia

### Premesse
Ancora alla fine del XVIII secolo il vaiolo era la malattia infettiva più diffusa e più grave in Europa, responsabile del 10% delle morti in Inghilterra e del 20% nel resto d'Europa. Attorno al 1980 il vaiolo fu la prima malattia a essere stata eradicata, grazie soprattutto alla vaccinazione, introdotta nel 1796 dal medico inglese Edward Jenner. Tuttavia, già molto tempo prima di Jenner, numerose popolazioni si servivano di metodi diversi per contrarre il vaiolo in forma non grave: la persona da proteggere veniva messa in contatto con qualcuno affetto da Variola minor, una forma lieve di vaiolo, in modo che venisse contagiata. Dopo circa una settimana la persona contagiata sviluppava il Variola minor da cui guariva senza riportare esiti cicatriziali pur ottenendo un'immunità permanente nei confronti del Variola vera e del Variola haemorragica, le forme gravi della malattia.
La pratica non era immune da rischi: le persone inoculate potevano contrarre la malattia in forma grave e durante il periodo della loro malattia divenivano, inoltre, sorgenti potenziali di contagio. La pratica decadde progressivamente dopo la diffusione della vaccinazione.

### Tecniche

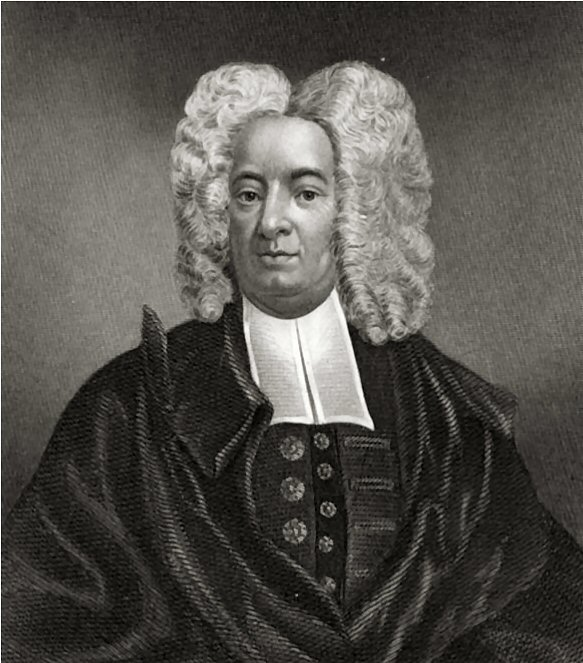
Ritratto di Cotton Mather

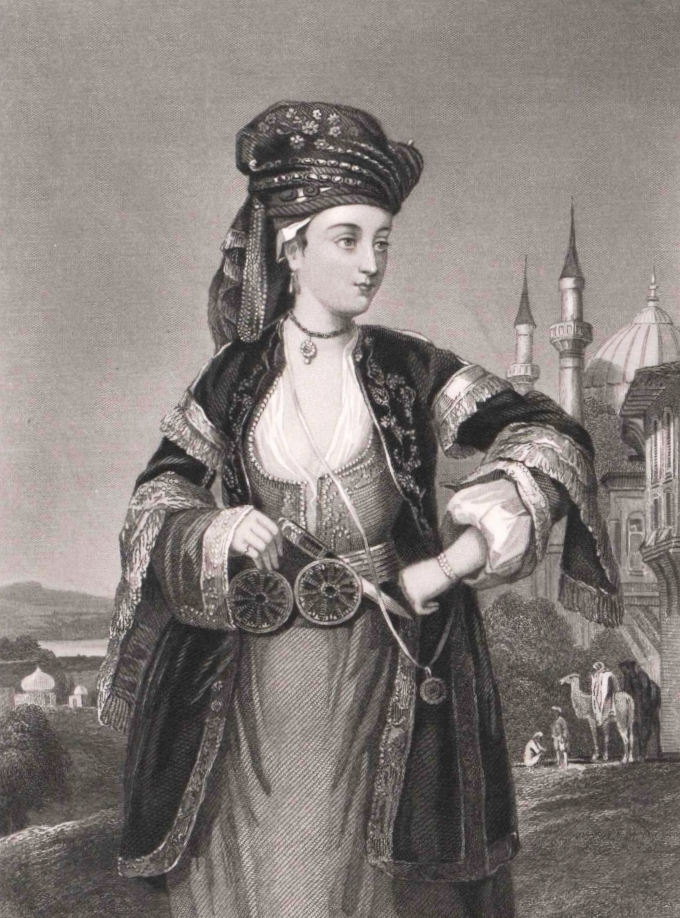
Ritratto di Mary Wortley Montagu

- La prevenzione del vaiolo sarebbe iniziata in Cina già nel X secolo[4]. In Cina si evitava il contatto diretto col malato; al soggetto da immunizzare si faceva invece inalare una polvere ottenuta dalle croste di un soggetto in via di guarigione[5].
- L'inoculazione di materiale pustoloso attraverso una scarificazione cutanea sarebbe avvenuta in India attorno all'XI secolo; la tecnica si sarebbe protratta in alcune regioni dell'India ancora nel XX secolo[6].
- In Medio Oriente e in Africa si faceva penetrare, per mezzo di un leggero sfregamento, del materiale ottenuto dalle pustole dei soggetti affetti dal vaiolo in forma lieve in una ferita o in un'abrasione della cute del soggetto da immunizzare[7].
- In Europa la pratica della variolizzazione mediante inoculazione era nota nella medicina popolare francese, danese e gallese. Il primo resoconto dotto di queste pratiche popolari fu opera del famoso anatomo-patologo Thomas Bartholin dell'Università di Copenaghen; un suo articolo sulla variolizzazione nelle campagne danesi fu pubblicato nel 1675[8].
- In Inghilterra le pratiche popolari furono conosciute solo nel 1713 quando Emanuel Timoni, un medico greco nato a Costantinopoli da una famiglia di medici italiani, laureatosi a Padova e a Oxford, inviò nel 1713 una descrizione del metodo della variolizzazione usato in Asia Minore ai suoi colleghi membri della Royal Society di Londra. Il suo articolo fu riassunto nei Philosophical Transactions del 1714 e nel 1715 il suo articolo fu recensito nei Mémoires de Trévoux e fu notato dai gesuiti, che applicarono la nuova tecnica ai nativi americani nelle loro missioni dell'America meridionale[9]. Nel 1715 Philosophical Transactions ospitava un'analisi più dettagliata delle pratiche preventive secondo i canoni del Medio Oriente scritta dal medico italiano Jacopo Pilarino, inviato a Smirne come console veneziano: la variolizzazione veniva praticata a Smirne da professionisti che estraevano il pus dalle pustole mature e lo facevano penetrare in un'abrasione o in una incisione fatta sul braccio o sulla gamba della persona da inoculare[10]. La variolizzazione si diffuse in Inghilterra grazie all'opera dell'aristocratica Mary Wortley Montagu, la quale suscitò interesse sia facendo inoculare i propri figli, il primo a Costantinopoli nel 1718 e la figlia a Londra nel 1721, sia per la sua continua propaganda presso i circoli della corte[11]. Nonostante la diffusione, la variolizzazione in Inghilterra rimase un'eccezione per i rischi della pratica: le persone inoculate divenivano sorgenti potenziali dì contagio durante il periodo della loro malattia.
- La variolizzazione si diffuse maggiormente nel resto d'Europa (il primo a effettuarla ad Amsterdam fu Théodore Tronchin sul proprio figlio nel novembre del 1748) e alla vigilia della Rivoluzione francese la maggior parte delle persone benestanti veniva variolizzata. In Italia furono antesignani della variolizzazione i medici toscani Saverio Manetti[12] e Sebastiano Pauli[13]. Il poeta Giuseppe Parini nel 1765 dedicò alla pratica della variolizzazione, praticata dal medico Gianmaria Bicetti de' Buttironi, l'ode L'innesto del vaiuolo[14]; il toscano Angelo Gatti ebbe grande successo in Francia e in Italia (Granducato di Toscana, Regno di Napoli)[15].
- Nel Nord America la variolizzazione si diffuse ai primi del XVIII secolo per opera del pastore protestante e medico Cotton Mather che ne aveva sentito parlare per la prima volta dal suo schiavo Onesimus nel 1706. Nel 1721 Mather pubblicò il lavoro Some account of what is said of inoculating or transplanting the smallpox by the learned Dr. Emanuel Timoni col proposito di arginare un'epidemia di vaiolo scoppiata a Boston; fu seguito da Zabdiel Boylston che variolizzò il suo unico figlio e il figlio dello stesso Mather; entrambi i bambini sopravvissero, ma i loro genitori furono accusati dagli altri medici e dai religiosi di aver messo in pericolo la vita dei propri figli[16]. Mather e Boylston riportarono i risultati del loro intervento: 5 morti su 287 variolizzati (2%) contro 843 morti su 4 917 ammalati non variolizzati (15%); il loro resoconto è considerato il primo studio clinico nella storia della medicina[16].